# Geometra obsoleta
Geometra obsoleta är en fjärilsart som beskrevs av Ludwig Osthelder 1929. Geometra obsoleta ingår i släktet Geometra och familjen mätare. Inga underarter finns listade i Catalogue of Life.